# Boks na Igrzyskach Frankofońskich 2009
Boks na Igrzyskach Frankofońskich 2009 w Bejrucie odbył się w dniach 29 września - 5 października. Rozegrano jedenaście kategorii wagowych. W zawodach udział wzięło 106 pięściarzy z 25 państw i prowincji francuskojęzycznych. Tabelę medalową zawodów wygrali Francuzi z dorobkiem sześciu złotych medali. 

## Medaliści
| Kat. wagowa |                      |                   |                                             |
| ----------- | -------------------- | ----------------- | ------------------------------------------- |
| 48 kg       | Jérémy Beccu         | Haithem Azizi     | Jonathan Quinit Igor Cbodo                  |
| 51 kg       | Nordine Ait Ihya     | Hajri Mahdi       | Francois Pratte Benoit Fleury               |
| 54 kg       | Razvan Andreiana     | Bruno Julie       | Hicham Mesbahi Mahmoud Mohy Abdel           |
| 57 kg       | Oualid Belaoura      | Wael Chahine      | Elian Dimitrow Trần Quốc Việt               |
| 60 kg       | Souleyman Cissokho   | Badredine Hadioui | Alex Rynn Michael Gadbois                   |
| 64 kg       | Louis Richarno Colin | Hamza Hassini     | Mohamed Mechhabi Jonathan Bochner           |
| 69 kg       | Joseph Mulema        | Adil Bella        | Nivesh Gyadin Hosam Hussein                 |
| 75 kg       | Michael Raymond      | Mbacke Sarr       | Ahmed Barki Nabil Sayed Zaki                |
| 81 kg       | Constatin Bejenaru   | Amin El Mohammady | Ludovic Groguhe Christian Donfack Adjoufack |
| 91 kg       | Arsen Goulamirian    | Mohamed Arjaoui   | Justin Bonhomme                             |
| +91 kg      | Razvan Cojanu        | Didier Bence      | Koniba Sissoko                              |

## Tabela medalowa
| Poz. | Państwo                      |    |    |    | Łącznie |
| ---- | ---------------------------- | -- | -- | -- | ------- |
| 1    | Francja                      | 6  | 0  | 1  | 7       |
| 2    | Rumunia                      | 3  | 0  | 0  | 3       |
| 3    | Mauritius                    | 1  | 1  | 1  | 3       |
| 4    | Kamerun                      | 1  | 0  | 1  | 2       |
| 5    | Maroko                       | 0  | 3  | 3  | 6       |
| 6    | Tunezja                      | 0  | 3  | 0  | 3       |
| 7    | Kanada                       | 0  | 1  | 5  | 6       |
| 8    | Egipt                        | 0  | 1  | 3  | 4       |
| 9=   | Senegal                      | 0  | 1  | 0  | 1       |
| 9=   | Liban                        | 0  | 1  | 0  | 1       |
| 11   | Quebec                       | 0  | 0  | 2  | 2       |
| 12=  | Mali                         | 0  | 0  | 1  | 1       |
| 12=  | Bułgaria                     | 0  | 0  | 1  | 1       |
| 14=  | Wietnam                      | 0  | 0  | 1  | 1       |
| 14=  | Republika Środkowoafrykańska | 0  | 0  | 1  | 1       |
| 15   | Łącznie                      | 11 | 11 | 20 | 42      |